# Cyanophrys agricolor
Cyanophrys agricolor is een vlinder uit de familie van de Lycaenidae. De wetenschappelijke naam van de soort is voor het eerst geldig gepubliceerd in 1872 door Butler & Druce. De soort komt voor in Mexico en Panama.